# Михаил V Калафат
Михаил V Калафат (1015 — 24 августа 1042) — византийский император (1041—1042) из Македонской династии, правивший всего 4 месяца.

## Биография

### Семья
Отцом Михаила был Стефан Калафат (Конопатчик), матерью — Мария, сестра Михаила IV Пафлагона. Прозвище отца Михаила отражало его профессию — он конопатил и смолил построенные корабли.
У Марии и Михаила IV Пафлагона было 4 брата:
- Евнух Иоанн Орфанотроф (Кормилец сирот), занимавший должность куропалата и бывший к тому времени постриженным в монахи, познакомивший отвергнутую Романом III Аргиропулом императрицу Зою с братом Михаилом (будущим императором);
- Никита — наместник Сирии при Михаиле IV
- Константин — евнух;
- Георгий — евнух.

### Происхождение и приход к власти
После гибели Романа III Аргиропула 11 апреля 1034 года в канун Пасхи в бане (ходили слухи, что императора отравляли Иоанн Орфанотроф и императрица Зоя), власть оказалась в руках последней. В скором времени Иоанн Орфанотроф убедил пожилую императрицу побыстрей сочетаться браком с Михаилом и провозгласить его императором. Зою не пришлось долго убеждать, и власть оказалась в руках братьев — императора Михаила IV Пафлагона и евнуха Иоанна Орфанотрофа. Вскоре Михаил IV охладел к стареющей Зое, и она оказалась, фактически, под домашним арестом на женской половине дворца. Михаил Пафлагон стыдился встречаться с императрицей Зоей.

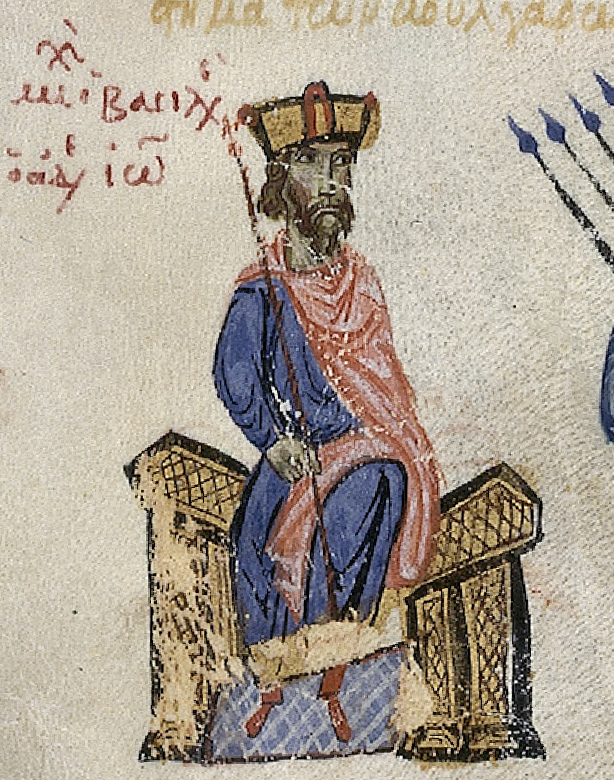
Дядя Михаила Калафата — Михаил IV Пафлагон

Братья твёрдо держали власть, правление было успешным, но вскоре у Михаила IV Пафлагона обострилась скрытая болезнь — эпилепсия. При приёмах по бокам от трона были расположены занавеси, чтобы в случае начала припадка закрыть императора от чужих глаз. Да и Иоанн Орфанотроф любил вино и пил всё больше. Наконец, Иоанн Орфанотроф в разговоре с братом выразил опасение относительно потери власти для семьи и возможных последствиях в случае внезапной смерти Михаила. Михаил Пафлагон спросил, что же делать. И Иоанн Орфанотроф предложил провозгласить цезарем (вторым человеком после императора) племянника — Михаила Калафата, а для этого убедить императрицу Зою усыновить его, предложил себе и всему семейству на погибель. Зоя согласилась, и в 1035 году во Влахернской церкви прошла торжественная мистерия (таинство) усыновления Михаила Калафата Зоей и Михаилом IV Пафлагоном и провозглашение его цезарем. Но вскоре Михаил Калафат попал в немилость к императору и был выслан из Константинополя.
После подавления восстания Доляна в Болгарии Михаил IV Пафлагон вернулся в Константинополь совсем больным, у него началась водянка, и всем стало ясно, что дни его сочтены. К цезарю Михаилу Калафату стал входить в доверие евнух Константин — брат Михаила Пафлагона. Он предоставил племяннику свои значительные денежные средства. А император всё больше думал о спасении души — приглашал во дворец отшельников, строил Космидий — церковь Святых Косьмы и Дамиана (церковь, построенная Феодосием II в V веке, теперь перестраивалась) и прилегающие здания. Почувствовав близкий конец, Михаил IV Пафлагон постригся в монахи. В последний свой день он пошел в церковь Косьмы и Дамиана, причем, не найдя монашеской обуви — ему оставили императорские сандалии — он пошел босым, поддерживаемый двумя слугами. Вернувшись со службы, Михаил, уже не способный говорить, скончался.

### Правление

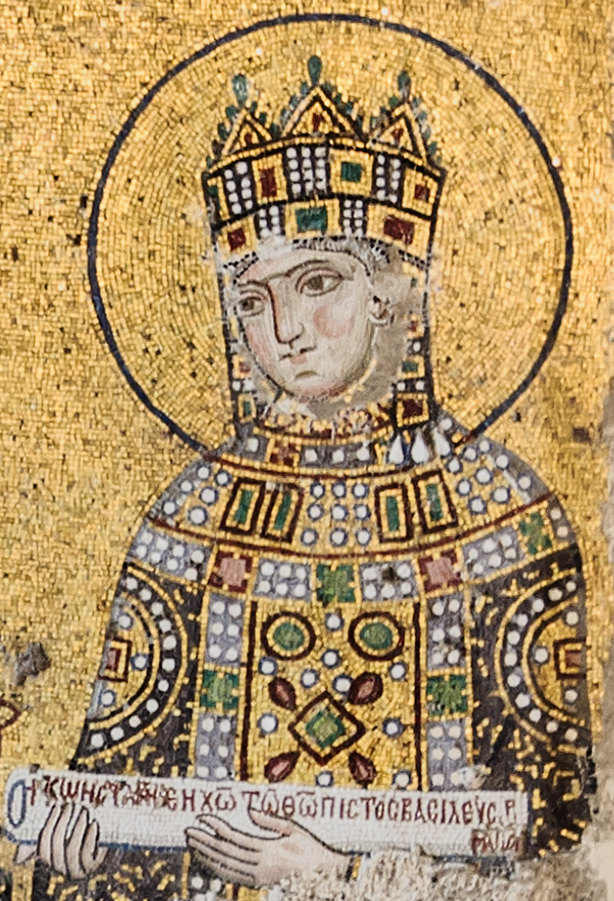
Императрица Зоя

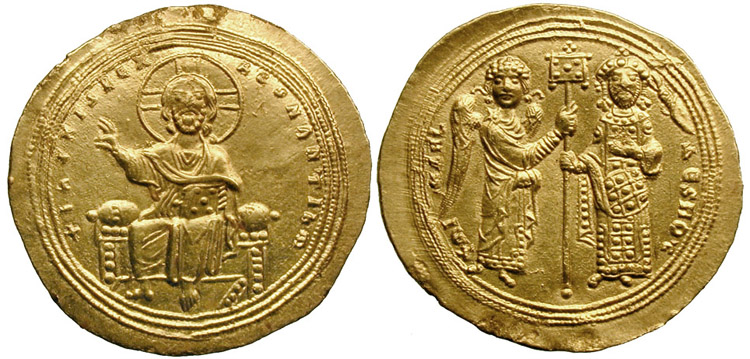
Гистаменон Михаила V

У тела умершего императора три дня сидел его брат — Иоанн Орфанотроф. А во дворце с тревогой ожидали начала венчания на царство нового императора. Для этого нужно было согласие вдовствующей императрицы Зои и фактического правителя империи — Иоанна Орфанотрофа. Михаил IV Пафлагон был похоронен в церкви Косьмы и Дамиана перед алтарём. Отдавши последний долг брату, Иоанн Орфанотроф пришёл во дворец, и провозглашение нового императора состоялось 10 декабря 1041 года. Были слухи что во время церемонии коронации Михаил, не выдержав духоты и тяжести одежды, упал в обморок. Михаил ненавидел знать, устрашая их грозными речами, он хотел ограничить их власть, а народу дать свободу, чтобы его охраняла многочисленная толпа. Он сделал своего дядю — евнуха Константина — новелиссимом, сделав вторым человеком в государстве. Презирая знать, Михаил Калафат искал поддержки у богатых горожан. Отстраняемая от власти знать стала искать фигуру, которую можно было бы противопоставить Михаилу Калафату. Таким человеком стала младшая сестра вдовствующей императрицы Зои монахиня Феодора.
Иоанн Орфанотроф понял, что совершил роковую ошибку, сделав Михаила цезарем, и начал думать о замене Михаила Калафата. Но император нанёс упреждающий удар — он приказал оскопить всех своих близких родственников мужского пола. Вскоре, при ссоре с императором, Иоанн Орфанотроф демонстративно вышел из залы, прервав разговор с Михаилом Калафатом, и выехал из Константинополя на коне. За ним последовало множество знатных воинов и чиновников. Это испугало Михаила Калафата, и он предложил Иоанну Орфанотрофу вернуться. Когда тот возвратился, император не удостоил его встречи, наблюдая представление на ипподроме. Иоанн Орфанотроф снова уехал, но опять был вызван императором. Корабль, на котором Иоанн Орфанотроф возвращался в Константинополь, у гавани Буколеон был встречен триерой, а сам бывший фактический правитель империи был отправлен на Лесбос в монастырь (в 1043 году его ослепили). Если Иоанн держал чиновников в каких-то рамках приличия, то после его падения, коррупция приобрела колоссальный характер. Из купленных скифских юношей, император создал новую охрану.

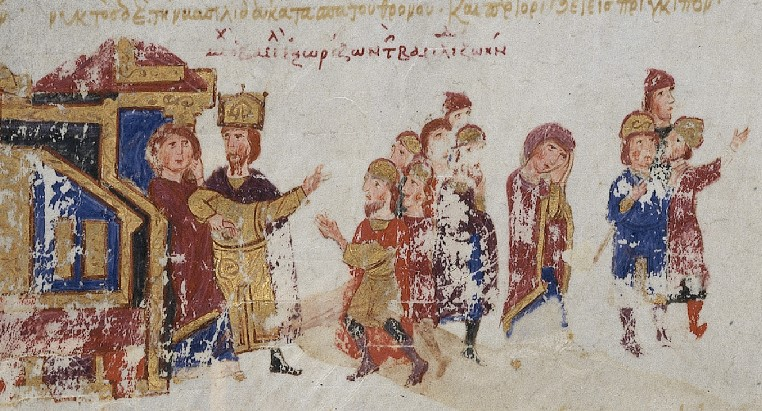
Михаил V ссылает Зою в монастырь

Затем Михаил Калафат решил устранить вдовствующую императрицу Зою, постриженную в монахини и отправленную на остров Принкипос ближайший к Константинополю из Принцевых островов в Мраморном море.

### Падение

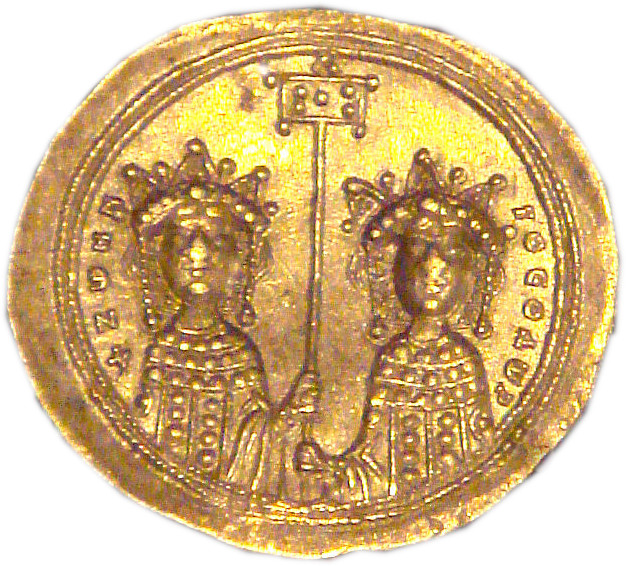
Зоя и Феодора
(гистаменон, 1042 год)

19 апреля в городе началось восстание. Знать и плебс были возмущены ссылкой Зои её приёмным сыном. Вернувшийся из ссылки патриарх Алексей Студит провозгласил в Софийском Соборе императрицей младшую сестру Зои — монахиню Феодору. Вскоре горожане вооружились, распределившись по отрядам (вооружённые отряды возглавил патрикий Константин Кавасила), и решили идти жечь дома родни Михаила V. Вскоре горожане пошли на штурм дворца. Испугавшись схватки, император приказал вернуть во дворец Зою, которую он заставил выступить перед восставшими. Но её речь не повлияла на бунтарей, из-за того что Зоя была в монашеских одеждах, народ понял, что она была заставлена Михаилом выступить перед людьми.
Михаил Калафат с дядей новелиссимом Константином бежал на корабле в Студийский монастырь, расположенный в юго-западной части Константинополя. Восставшие окружили здание, а слуги новой власти прибыли арестовать беглецов. Среди преследователей был Михаил Пселл, секретарь императорского дворца, будущий историк, написавший «Хронограф».
Калафаты укрылись за алтарём церкви, а на предложения сдаться под гарантии безопасности ответили отказом. Разъярённая толпа силой вытащила бывшего императора и евнуха Константина, и потащила по улице на расправу. Но тут прибыл посыльный от провозглашенной императрицы Феодоры с приказом ослепить Михаила и Константина. Услышав приговор, Константин вёл себя мужественно, лёг на землю и просил не связывать его. Палач вырвал у него глаза и настала очередь Михаила Калафата. Тот начал плакать и умолять о пощаде, палач связал его и вырвал глаза. После этого толпа потеряла к бывшему императору интерес и разошлась, хотя за 3 дня восстания погибло около 3000 человек. В этом же году, Константин IX Мономах сослал Михаила на Хиос в монастырь. 24 августа 1042 года бывший базилевс умер в монастыре.